# Robert Wight
Robert Wight, född 6 juli 1796 i Milton, East Lothian, död 26 maj 1872 i Grazeley Lodge vid Reading, var en skotsk botanist. 
Wight blev medicine doktor i Edinburgh 1818, militärläkare i Indien 1819, föreståndare för botaniska institutet i Madras 1826 och var biträdande överläkare i Negapatam 1828–1831, levde som privatlärd i Skottland 1831–1834, men var åter arméläkare i Indien 1834–1836 och sedan föreståndare för försöksstationen för bomullsodling i Coimbatore till 1850 samt återvände hem 1853. 
Wight utgav några större, floristiska verk över Indien, såsom Illustrations of Indian botany (2 band, 1841–1850), Icones plantarum Indiæ orientalis (6 band, 1840–1856) och Spicilegium neilgherrense (2 band 1846–1851). Auktorsnamnet Wight kan användas för Robert Wight i samband med ett vetenskapligt namn inom botaniken; se Wikipediaartiklar som länkar till auktorsnamnet.